# ستبراستخوانی
سِتَبراُستِخوانی (Acropachy) بزرگی یا رشد یک اندام یا بخشی از اندام، ناشی از رشد اندازه سلول‌های سازنده آن است.
در تعریفی دیگر ستبراستخوانی یکی از وضعیت‌های پزشکی است که در آن تشکیل استخوان تازه زیرضریعی رخ می‌دهد.
چماقی شدن انگشتان دست و پا در نتیجه باد کردن بافت‌های نرم از رایج‌ترین انواع ستبراستخوانی است.
ستبراستخوانی را معمولاً با بیماری گریو مرتبط می‌دانند ولی احتمالاً پرکاری تیروئید و سرطان خون نیز با آن مرتبط است.
درمان مؤثری برای بیماری ستبراستخوانی یافت نشده‌است.